# لادیژین
لادیژین (به اوکراینی: Ладижин) شهری در استان وینیتسیا در کشور اوکراین است. جمعیت این شهر ۲۲,۵۹۳ نفر (۲۰۲۱ تخمینی) است.